# 阿部孝次郎
阿部 孝次郎（あべ こうじろう、1897年1月3日 - 1990年10月18日）は、日本の実業家。東洋紡績社長・会長。阿部房次郎の長男。滋賀県出身。

## 略歴
滋賀県出身。知られた美術蒐集家でもあった阿部房次郎とゑみの長男として生まれる。大正10年（1921年）、京都帝国大学工学部機械工学科卒業。
同年父・房次郎が社長を務める東洋紡績に入社。昭和17年（1942年）取締役、昭和21年（1946年）常務を経て、昭和22年（1947年）社長に就任。昭和34年（1959年）会長、昭和41年（1966年）相談役、のち名誉顧問となる。
この間、日本紡績協会委員長、関西経済連合会第6代会長、日本繊維機械学会副会長・会長なども務めた。

## 栄典
- 藍綬褒章 昭和34年（1959年）
- 勲二等旭日重光章 昭和42年（1967年）
- 大阪文化賞 昭和43年（1968年）
- 勲一等瑞宝章 昭和47年（1972年）[6]